# Strumigenys londianensis
Strumigenys londianensis är en myrart som först beskrevs av Saverio Patrizi 1946.  Strumigenys londianensis ingår i släktet Strumigenys och familjen myror. Inga underarter finns listade i Catalogue of Life.